# AI安全性サミット
AI安全性サミット（英語: AI Safety Summit）は、2023年11月1日から2日にかけてイギリスミルトン・キーンズのブレッチリー・パークで開催された、人工知能（AI）の安全性と規制について議論した国際会議である。
これはAIに関する初のグローバルサミットであり、今後定期的に開催される予定である。

## 背景
2023年5月、OpenAIは、今後10年以内に人間の専門家のスキルレベルを超えるAIシステムが実現する可能性があると発表し、これを「フロンティアAI」と命名した。OpenAIは、フロンティアAIが核エネルギーや合成生物学等と同様に人類の存亡リスクとなる可能性を指摘し、事後的対応ではなく国際的な規制を検討すべきと主張した。これを受けて英国首相のリシ・スナクはAIを政府の優先事項の一つと位置づけ、AIによる「深刻且つ破滅的な危害」の防止を視野に入れた「AIの安全性」について議論するため、AI安全性サミットを招集した。サミットでは、従来のAI倫理に加えて、AIの安全性についても議論された。
本サミットの成果文書として「ブレッチリー宣言」が採択され、英国はAIセーフティ・インスティテュートの設置を決定した。
AI安全性の議論を深めるため、2024年5月21日～22日には韓国・英国共催により「AIソウル・サミット」が開催された。このサミットでは、AI開発におけるイノベーション促進及びAIの恩恵の公平な享受についても議論が行われ、「安全、革新的で包摂的なAIのためのソウル宣言」などの成果文書が採択された。2025年2月にはフランスにて次回会合が開催される予定である。

## 開催地
ブレッチリー・パークは、第二次世界大戦中に英国政府によって設立された暗号解読施設ー政府暗号学校である。ビクトリア朝時代の邸宅跡地に位置し、英国ミルトン・キーンズ市にある。ブレッチリー・パークは、初期の近代的なコンピュータが開発された場所であり、コンピュータの歴史において重要な役割を果たしてきた。

## 成果
AI安全性サミットには、米国、中国、オーストラリア、欧州連合を含む28カ国が参加し、「ブレッチリー宣言」として知られる合意文書を採択した。ブレッチリー宣言は、人工知能（AI）の課題とリスクを管理するために国際協力が必要であることを訴えている。宣言は、AIは安全、人間中心、信頼性、責任ある方法で設計、開発、展開、使用されるべきであると明言している。

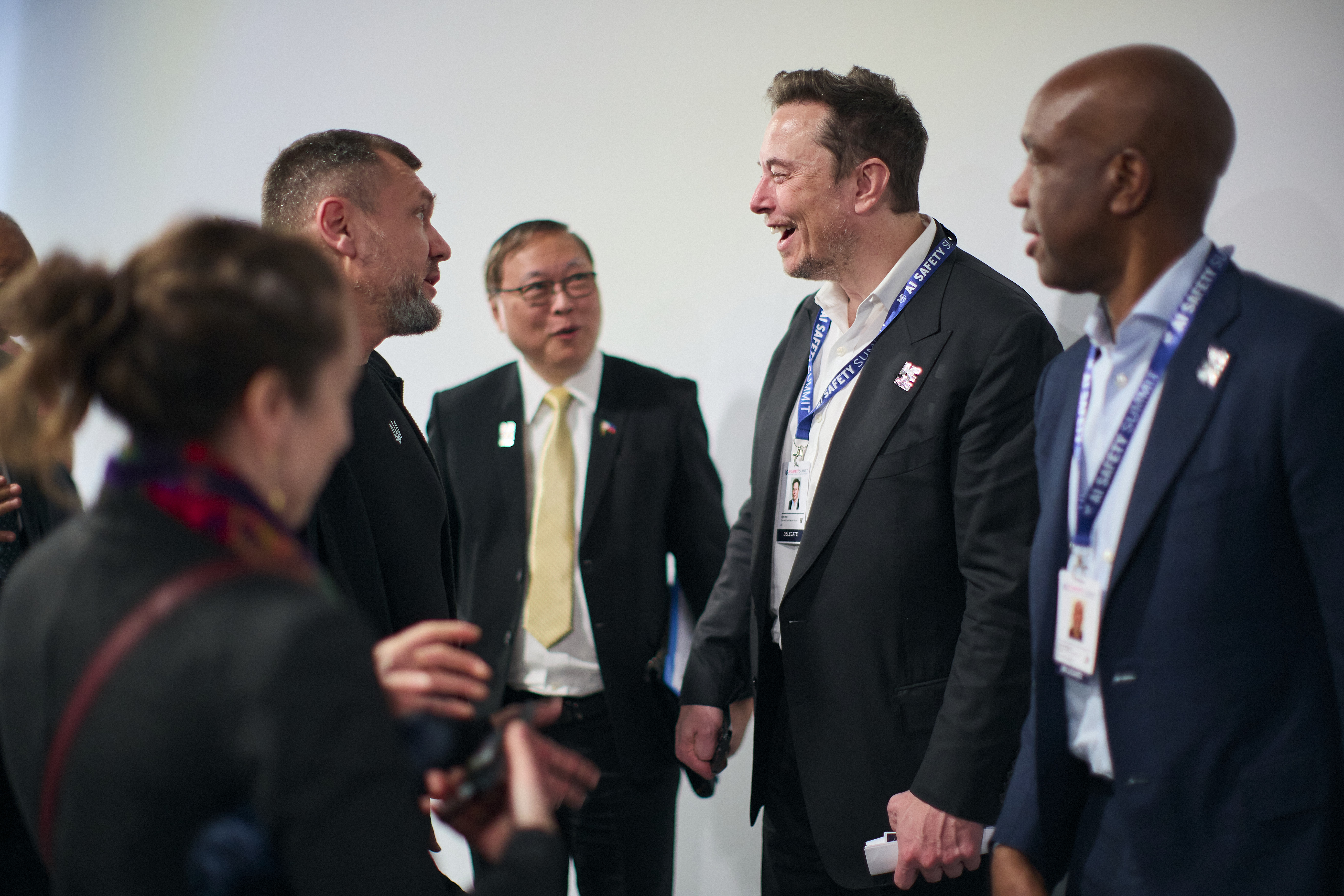
AI安全性サミットの初日、イーロン・マスクは参加者への講演を行った。

サミットでは、最新かつ最も強力なAIシステムを指す「フロンティアAI」の規制に重点が置かれた。サミットで提起された懸念事項には、テロ、犯罪活動、戦争へのAIの潜在的な利用、そして人類全体に対する存在リスクが含まれる。
米国のジョー・バイデン大統領は、AI開発者に安全性に関する結果を米国政府と共有することを義務付ける大統領令に署名した。米国政府はまた、アメリカ国立標準技術研究所の一部として、米国AIセーフティ・インスティテュートの設立を発表した。
日本政府は2024年2月14日に日本AIセーフティ・インスティテュートを設立した。
さらに、テック起業家のイーロン・マスクとスナク首相は、11月2日にX（旧Twitter）上でAIの安全性に関するライブインタビューを行った。

## 第2回サミット
第2回目のAI安全性サミットは、2024年5月21日～22日に韓国で開催された。さらに、2024年後半にはフランスでの開催が予定されている。

## 著名な出席者
サミットには以下の著名人が出席した。
- リシ・スナック、英国首相[1]
- 岸田文雄、内閣総理大臣[19]
- カマラ・ハリス、米国副大統領[1]

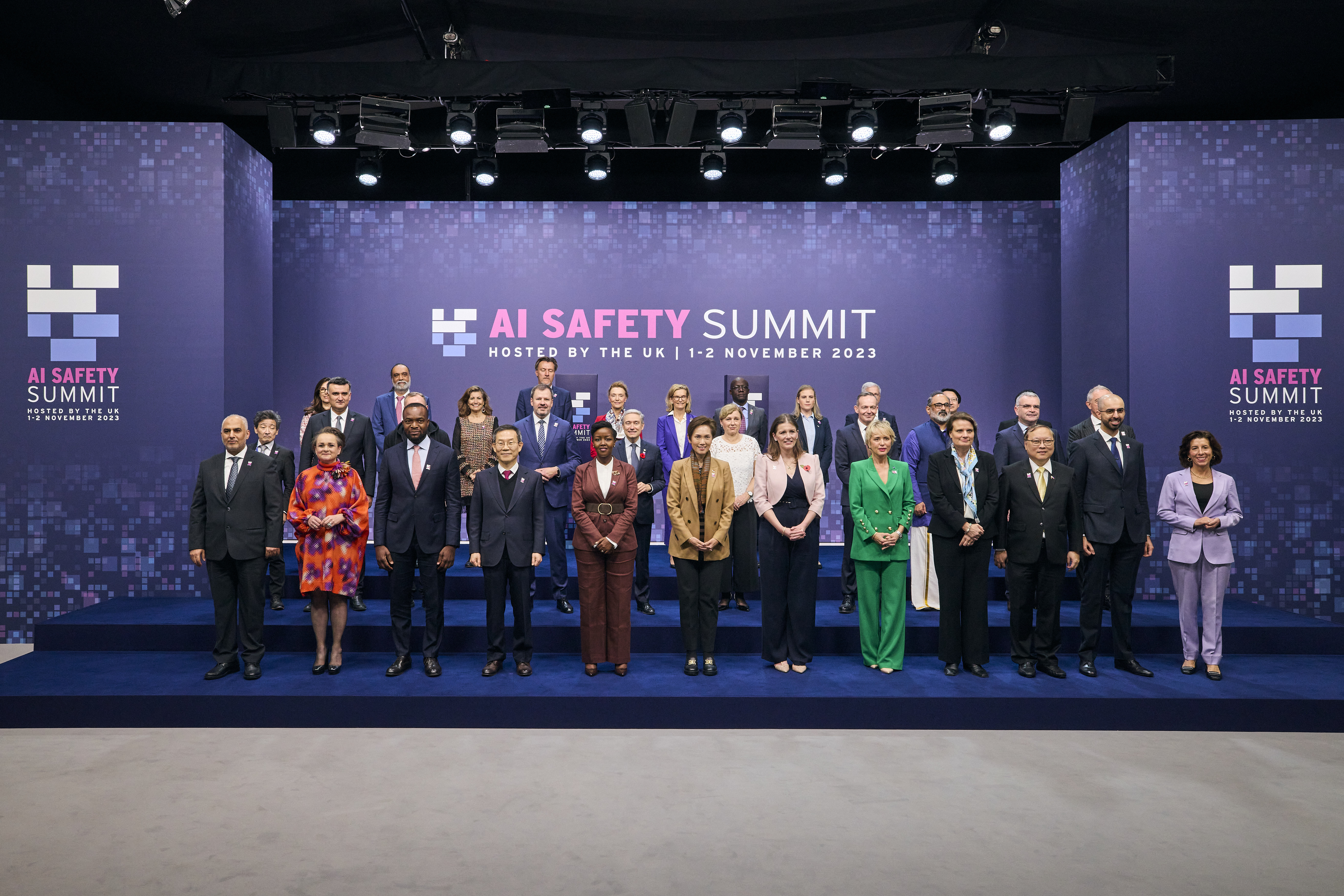
AI安全性サミットにおける各国政府関係者の集合写真（2023年）

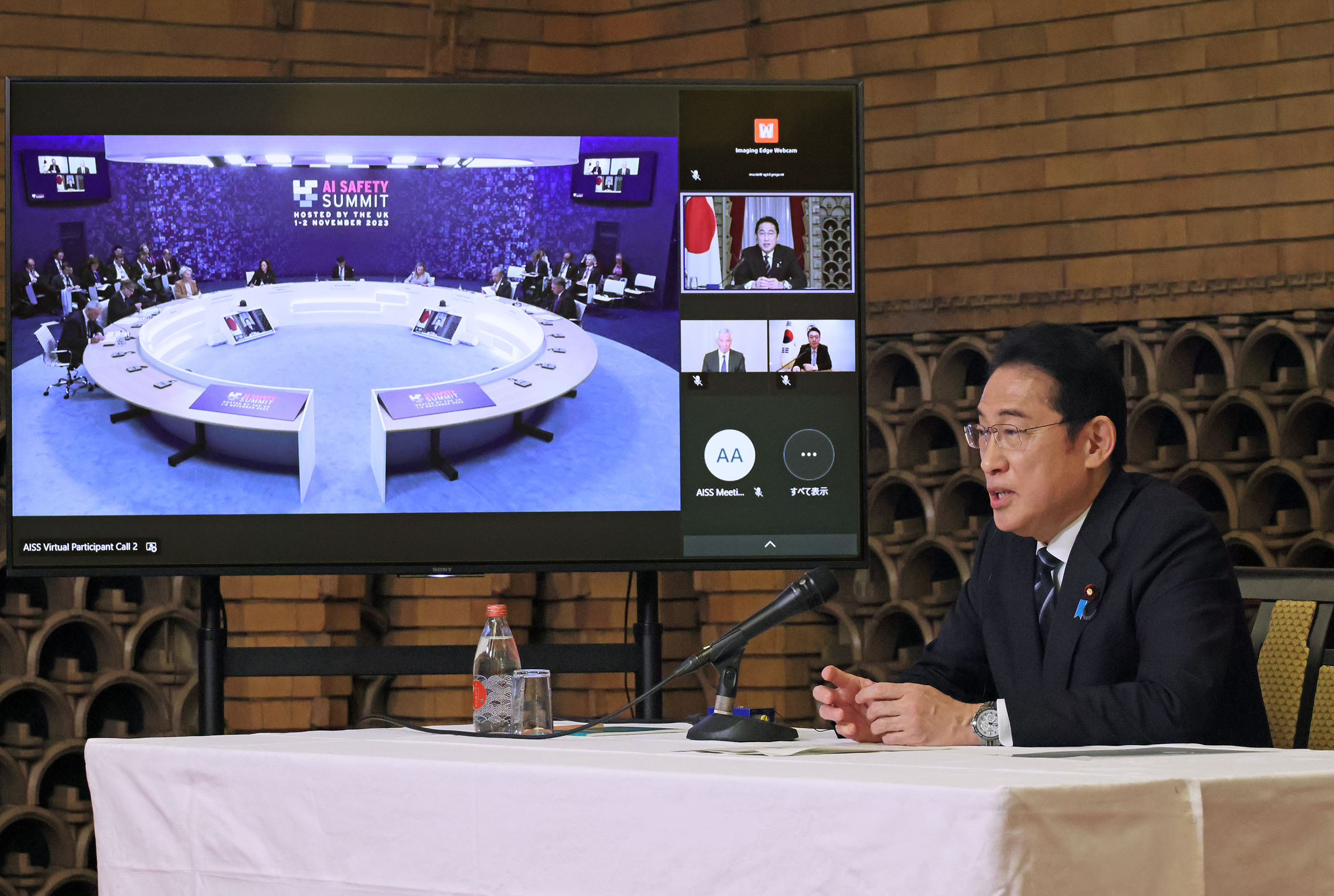
AI安全性サミットに参加する岸田文雄内閣総理大臣（2023年）

- チャールズ 3 世、イギリス王（バーチャル出席）[20]
- イーロン・マスク、TeslaのCEO、X・SpaceX・Neuralink・xAIのオーナー[1]
- ジョルジャ・メローニ、イタリア首相[1][1]
- ウルズラ・フォン・デア・ライエン、欧州委員会委員長[1]
- サム・アルトマン、OpenAIのCEO[1]
- ニック・クレッグ氏、元イギリス政治家、Meta社グローバル担当社長[1]
- ムスタファ・スレイマン（英語版）氏、Google DeepMind共同創設者[21]
- ミシェル・ドネラン（英語版）、イギリス科学・イノベーション・技術担当国務長官（英語版）[21]
- ヴェラ・ユロヴァ（英語版）、欧州委員会の価値観と透明性担当副委員長（英語版）[21]
- ジーナ・レモンド、アメリカ合衆国商務長官[22]
- 呉兆輝（英語版）、中華人民共和国科学技術部次官[22]

その他、出席者・機関の詳細な一覧は公式サイトを参照。